# The Only Way Is Essex
 (novembre 2022).
Si vous disposez d'ouvrages ou d'articles de référence ou si vous connaissez des sites web de qualité traitant du thème abordé ici, merci de compléter l'article en donnant les références utiles à sa vérifiabilité et en les liant à la section « Notes et références ».
The Only Way Is Essex (« TOWIE ») est une émission de télévision de téléréalité britannique se situant dans l'Essex, en Angleterre, diffusée depuis le 10 octobre 2010 sur ITV.
La série montre de vraies personnes dans des situations modifiées non scénarisées, mais de manière structurée. La série reste inédite dans les pays francophones.

## Synopsis
L'histoire se déroule dans le comté d'Essex. La série introduit des personnes plus ou moins importantes dans le déroulement de celle-ci. Au fur et à mesure, de nouvelles personnalités intègrent le show tandis que d'autres en partent. La série montre le quotidien de personnalités connues ou non en Angleterre ou dans le monde.

## Production
La série est filmée quelques jours à l'avance, et est racontée par Denise van Outen, qui est originaire de Basildon dans le comté d'Essex. La première saison a été diffusée d'abord pendant quatre semaines, chaque mercredi et dimanche.
Les deux saisons suivantes rencontrent plusieurs problèmes de casting : la seconde saison a commencé le 20 mars 2011, là encore diffusée chaque mercredi et dimanche, mais avec des épisodes plus longs que la saison 1. La saison 2 a également vu le départ d'Amy Childs, Kirk Norcross et Mark Wright. La deuxième saison est composée de 14 épisodes, se terminant le 4 mai 2011.
La série continue avec une troisième saison le 25 septembre 2011 et prend fin le 9 novembre 2011.
Le 2 décembre 2011, il a été révélé qu'une grande partie de la distribution principale ne serait pas de retour pour la quatrième saison en 2012, mais serait dans l'épisode spécial de Noël 2011. Le quatrième saison a commencé en janvier 2012.
Le 11 janvier 2012, il a été annoncé que douze nouveaux personnages rejoindraient le casting.

## Épisodes
Saison 1 (2010)
La première saison de l'émission, composée de 10 épisodes, a commencé sa diffusion le 10 octobre 2010 et s'est terminée le 10 novembre 2010. En raison du succès de la saison, un épisode spécial Noël est diffusé la même année le 24 décembre 2010. Cette saison a été fortement centrée autour de l'amour entre Mark Wright, Lauren Goodger et Lucy Mecklenburgh. La distribution comprend égalamet Amy Childs, James Argent, Pat Nanny et Sam Faiers.
Saison 2 (2011)
La deuxième saison a commencé sa diffusion le 20 mars 2011 et s'est conclue le 4 mai 2011. En raison de la popularité de la première saison, la deuxième saison est composée de 14 épisodes. Cette saison a vu le départ d'Amy Childs mais a introduit de nouveaux personnages comme Joey Essex, Gemma Collins, Chloe Sims, Debbie Douglass, Carol Wright et Mick Norcross.
Saison 3 (2011)
La troisième saison est composée de 14 épisodes et a commencé le 24 septembre 2011 et s'est conclue le 9 novembre 2011. En plus d'être la première saison à présenter des nouveaux membres du casting tels que Mario Falcone, Dino et Georgio Georgiades, Billi Mucklow et Cara Kilbey, cette saison a vu les départs de la distribution originale : Mark Wright, Harry Derbidge, Kirk Norcross et Maria Fowler. Un deuxième épisode spécial Noël est diffusé le 20 décembre. Les membres du casting de la troisième saison ont chanté le single Last Christmas; la vidéo officielle créée par ITV2 a culminé à la trente-deuxième place dans le UK Singles Chart.
Saison 4 (2012)
La quatrième saison a commencé le 29 janvier 2012 et s'est conclue le 29 février 2012. Cette saison est composée de 10 épisodes. Le 25 janvier, la série a été nommée pour Le Programme de réalité le plus populaire aux National Television Awards.
Saison 5 (2012)
La cinquième saison a commencé le 15 avril 2012 et est, encore une fois, composée de 10 épisodes qui se sont conclus le 27 mai 2012. La saison comprenait un nouvel acteur Danni Park-Dempsey. Peu de temps après la saison, un épisode spécial d'une heure intitulé The Only Way Is Marbs, situé à Marbella, est diffusé le 13 juin 2012. Tinchy Stryder fait une apparition dans l'épisode.
Saison 6 (2012)
La sixième saison a commencé à partir du 22 juillet 2012 et s'est conclue le 22 août 2012. Lauren Goodger a confirmé que cette saison serait sa dernière.
Saison 7 (2012)
La septième saison est diffusée du 30 septembre 2012 au 31 octobre 2012. De nombreux acteurs des saisons précédentes sont de retour dans cette saison. Le 13 novembre 2012, il a été confirmé que trois promos festives seraient diffusées en décembre y compris un épisode en direct, une première pour la série. L'épisode en direct a été accueilli avec de nombreux commentaires négatifs.
Saison 8 (2013)
La huitième saison a commencé à partir du 24 février 2013 et a vu l'introduction de nouveaux acteurs tels que Dan Osborne, James Locke, Jack Bennewith et Abi Clarke, mais la saison a vu les départs de nombreux membres, comme Kirk Norcross, Debbie Douglas, Mick Norcross, Billi Mucklow et Danni Park-Dempsey qui ont tous annoncé leur départ à mi-chemin de la saison.
Saison 9 (2013)
La neuvième saison a commencé sa diffusion le 2 juin 2013, avec deux épisodes spéciaux se situant à Marbella et est conclue après 12 épisodes le 10 juillet 2013.
Saison 10 (2013)
La dixième saison a commencé avec un long épisode de deux heures qui se passe à Las Vegas le 6 et 9 octobre 2013. La dixième saison s'est poursuivie le 13 octobre jusqu'au 13 novembre 2013.
Saison 11 (2014)
La onzième saison a commencé à partir du 23 février 2014>. Elle se compose de 12 épisodes et se termine le 2 avril 2014.
Saison 12 (2014)
La douzième saison débute le 22 juin 2014, avec deux épisodes spéciaux se passant à Marbella, en Espagne. Composée de 10 épisodes réguliers, elle se conclut le 30 juillet 2014.
Saison 13 (2014)
La treizième saison, commence le 8 octobre 2014 sur la nouvelle chaîne ITVBe avec deux épisodes spéciaux se situant à Ibiza, suivis de 10 épisodes réguliers qui se terminent le 16 novembre 2014 et se conclut, un mois plus tard, le 10 décembre 2014 avec l'épisode spécial de Noël 2014.
Saison 14 (2015)
La quatorzième saison a commencé le 22 février 2015 et est composée de treize épisodes se terminant le 5 avril 2015. La série comprend les dernières apparitions de Dan Osborne et Charlie Sims mais les premières apparitions de Dan Edgar, Chloe Lewis et Jake Hall.
Saison 15 (2015)
La quinzième saison est lancée le 14 juin 2015, avec deux promos à Marbella. Elle est la troisième saison diffusée sur la nouvelle chaîne de ITV ITVBe. Il a été confirmé qu'ITV avait renouvelé le contrat de la série pour six autres saisons, c'est-à-dire jusqu'à la vingtième saison. Cette quinzième saison s’achève le 22 juillet 2015.

## Accueil

### Critiques et accidents
L'émission a été critiqué pour sa représentation négative et stéréotypée d'Essex. Certains habitants du comté d'Essex ont estimé que la série n'était pas une représentation réelle de la région et des gens qui y vivent,,,.
Le 24 octobre 2011, il a été signalé que les sœurs Sam et Billie Faiers avaient été attaquées par un groupe de filles une nuit: «Les sœurs ont d'abord été ciblées à l'intérieur d'un club […] Quand elles sont parties, le gang les a suivi jusqu'à Essex". Un témoin a également commenté en disant "Sam et Billie sont ensuite allé à A&E pour obtenir vérification de la situation. Elles vont très bien maintenant, juste un peu choquées, toutefois Sam a été laissée avec deux yeux aux beurre noir." Une vidéo de l'attaque a fuité sur le web un jour plus tard. Le lendemain, lors de la saison 3 épisode 10, l'attaque a été diffusée.

### Audiences
La série a une audience moyenne d'environ 1 million de téléspectateurs.
| Années | Saisons   | Nombres d'épisodes | Audiences | Chaînes |
| ------ | --------- | ------------------ | --------- | ------- |
| 2010   | Saison 1  | 10                 | 916 000   | ITV2    |
| 2011   | Saison 2  | 14                 | 1 470 000 | ITV2    |
| 2011   | Saison 3  | 14                 | 1 720 000 | ITV2    |
| 2012   | Saison 4  | 10                 | 1 520 000 | ITV2    |
| 2012   | Saison 5  | 10                 | 1 580 000 | ITV2    |
| 2012   | Saison 6  | 10                 | 1 270 000 | ITV2    |
| 2012   | Saison 7  | 10                 | 1 460 000 | ITV2    |
| 2013   | Saison 8  | 12                 | 1 297 000 | ITV2    |
| 2013   | Saison 9  | 12                 | 1 348 000 | ITV2    |
| 2013   | Saison 10 | 12                 | NC        | ITV2    |
| 2014   | Saison 11 | 12                 | 1 568 000 | ITV2    |
| 2014   | Saison 12 | 12                 | 1 581 000 | ITV2    |
| 2014   | Saison 13 | 11                 | 1 094 000 | ITVBe   |
| 2015   | Saison 14 | 13                 | 992 000   | ITVBe   |
| 2015   | Saison 15 | 12                 | 855 083   | ITVBe   |

## Personnages principaux
| Membres actuel               | Saisons      | Année                |
| ---------------------------- | ------------ | -------------------- |
| James "Arg" Argent           | 1–           | 2010–                |
| Jess Wright                  | 1–           | 2010–                |
| Patricia "Nanny Pat" Brooker | 1–           | 2010–                |
| Lydia Bright                 | 1–7, 9, 11–  | 2010–12, 2013, 2014– |
| Lauren Pope                  | 1–           | 2010–                |
| Billie Faiers                | 1–           | 2010–                |
| Jasmin Walia                 | 1, 7–        | 2010, 2012–          |
| Carol Wright                 | 2–           | 2011–                |
| Debbie Douglas               | 2–8, 10, 12– | 2011–13, 2014–       |
| Chloe Sims                   | 2–           | 2011–                |
| Frankie Essex                | 2–10, 14–    | 2011–13, 2015–       |
| Gemma Collins                | 2–           | 2011–                |
| Mario Falcone                | 3–11, 13–    | 2011–                |
| James "Diags" Bennewith      | 4–           | 2012–                |
| Ricky Rayment                | 4–           | 2012–                |
| Bobby-Cole Norris            | 4–           | 2012–                |
| Joan Collins                 | 5–           | 2012–                |
| James "Lockie" Lock          | 8–           | 2013–                |
| Ferne McCann                 | 9–           | 2013–                |
| Elliott Wright               | 10–          | 2013–                |
| Lewis Bloor                  | 10–          | 2013–                |
| Danielle Armstrong           | 10–          | 2013–                |
| Fran Parman                  | 11–          | 2014–                |
| Georgia Kousoulou            | 11–          | 2014–                |
| Vas J. Morgan                | 12–          | 2014–                |
| Tommy 'Mal' Mallet           | 13–          | 2014–                |
| Dan Edgar                    | 14–          | 2015–                |
| Jake Hall                    | 14–          | 2015–                |
| Chloe Lewis                  | 14–          | 2015–                |
| Pete Wicks                   | 15–          | 2015–                |

### Autres apparitions
- Si vous ne connaissez pas le sujet, laissez ce bandeau (vous pouvez alors contacter les auteurs).
- Si vous supprimez le contenu mis en cause (vous pouvez préalablement contacter les auteurs),

argumentez précisément cette suppression dans la page de discussion
(un manque de référence n'est pas un argument ; une recherche réelle de référence doit avoir été effectuée, être formellement documentée).
Bien que participant à The Only Way Is Essex, plusieurs membres de la série ont contribué à d'autres télé-réalités comme Celebrity Big Brother, I'm a Celebrity… Get Me Out of Here!, Splash!, Dancing on Ice, Celebrity Super Spa, The Jump, Tumble et Strictly Come Dancing.
- Celebrity Big Brother
  - Amy Childs – Celebrity Big Brother 8 (2011) – Quatrième
  - Kirk Norcross – Celebrity Big Brother 9 (2012) – Neuvième
  - Mario Falcone – Celebrity Big Brother 12 (2013) – Cinquième
  - Sam Faiers – Celebrity Big Brother 13 (2014) – Cinquième
  - Lauren Goodger – Celebrity Big Brother 14 (2014) – Septième
  - Gemma Collins – Celebrity Big Brother 17 (2016) – Septième
  - Lewis Bloor – Celebrity Big Brother 18 (2016) – Dixième
  - Dan Osbourne - Celebrity Big Brother 22 (2018) - Deuxième

- I'm a Celebrity...Get Me Out of Here! UK
  - Mark Wright – I'm a Celebrity...Get Me Out of Here! saison 11 (2011) – Vainqueur
  - Joey Essex – I'm a Celebrity...Get Me Out of Here! saison 13 (2013) – Quatrième
  - Gemma Collins – I'm a Celebrity...Get Me Out of Here! saison 14 (2014) – Douzième (abandon)
  - Ferne McCann - I'm a Celebrity...Get Me Out of Here! saison 15 (2015) – Troisième

- I'm a Celebrity...Get Me Out of Here! (Australie)
  - Joey Essex – I'm a Celebrity...Get Me Out of Here! saison 8 (2022) – Sixième

- Splash!
  - Joey Essex – Splash! saison 1 (2013) – Éliminé (émission 2)
  - Gemma Collins – Splash! saison 2 (2014) – Éliminée (émission 1)
  - Dan Osborne – Splash! saison 2 (2014) – Quatrième

- Dancing on Ice
  - Lauren Goodger – Dancing on Ice (saison 8) (2013) – Onzième
  - Billie Shepherd – Dancing on Ice (saison 13) (2021) – en compétition

- Celebrity Super Spa
  - James "Arg" Argent – Saison 1 (2013) – Éliminé

- The Jump
  - Amy Childs – The Jump saison 1 (2014) – Treizième
  - Joey Essex – The Jump saison 2 (2015) – Vainqueur
  - James "Arg" Argent – The Jump 3 (2016) – Dixième
  - Lydia Bright – The Jump 4 (2017) – Sixième

- Tumble
  - Lucy Mecklenburgh – Saison 1 (2014) – Sixième

- Strictly Come Dancing
  - Mark Wright – Strictly Come Dancing saison 12 (2014) – Quatrième

- Celebs on the Farm
  - Bobby-Cole Norris - Celebs on the Farm 1 (2018) - Deuxième

- Celebrity SAS: Who Dares Wins
  - Joey Essex – Celebrity SAS: Who Dares Wins saison 2 (2020) – participant

## Diffusion internationale
La série est diffusée en Australie sur la chaîne Fortel, en Nouvelle-Zélande sur Sky TV, mais aussi aux États-Unis, Israël et en Afrique du Sud. Toutefois, la série reste inédite dans les pays francophones.